# 天后駅
天后駅（てんこうえき）は、香港の香港島湾仔区銅鑼湾天后にある香港鉄路（港鉄（MTR））港島線の駅である。

## 駅構造
単式ホーム2面2線の地下駅。ホームドア設置駅。

### 駅階層

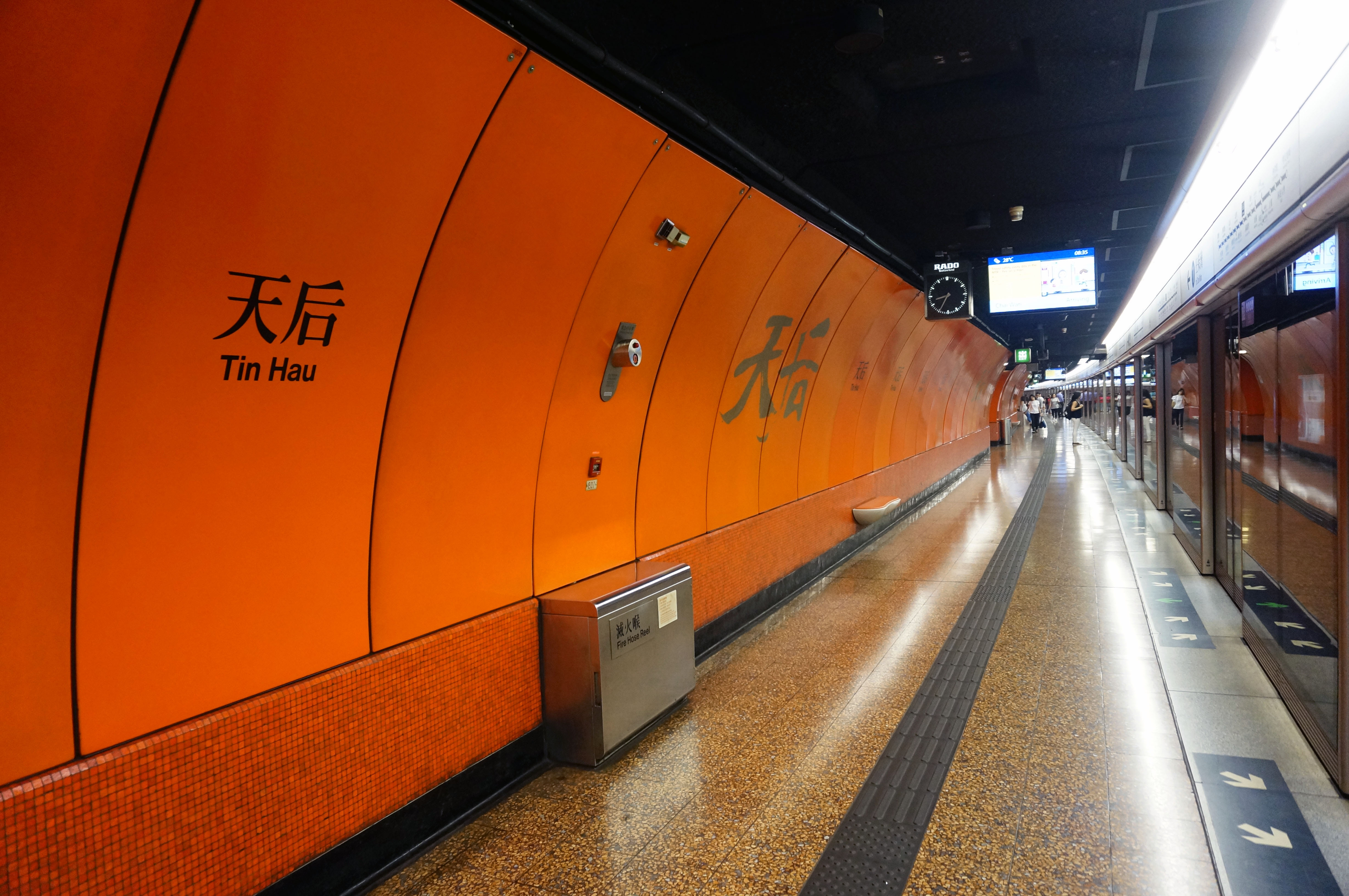
天后駅1番線全景（柴湾方面）

| G 地面        | -                              | 出口、公共運輸交匯処                                 |
| 閣楼          | 行人通道                       | 駅商店、行人通道、各出口へ                           |
| L1 コンコース | コンコース                     | サービスセンター、駅商店、恒生銀行、自動券売機、 ATM |
| L3 ホーム     | 単式ホーム、左側のドアが開く。 | 単式ホーム、左側のドアが開く。                       |
| L3 ホーム     | ➊番線                          | →■港島線柴湾方面→                                    |
| L5 ホーム     | 単式ホーム、右側のドアが開く。 | 単式ホーム、右側のドアが開く。                       |
| L5 ホーム     | ➋番線                          | ←■港島線堅尼地城方面                                 |

### 駅出口
| 出口番号     | 出口表示       | 目的地                                                                             |
| ------------ | -------------- | ---------------------------------------------------------------------------------- |
| 出口 · A · 1 | 維多利亜公園   | バスターミナル、香港銅鑼湾海景酒店、留仙街、銀幕街                                 |
| 出口 · A · 1 | 維多利亜公園   | 設有輪椅升降台及失明人士引導徑往返地面                                             |
| 出口 · A · 2 | 維多利亜公園   | 万国宝通中心、電気道、興発街、維多利亜公園                                         |
| 出口 · A · 2 | 維多利亜公園   | 設有失明人士引導徑往返地面                                                         |
| 出口 · B     | 香港中央図書館 | 香港中央図書館、英皇道、香港銅鑼湾維景酒店、栢景台、珀麗酒店、天后廟公園、天后廟道 |

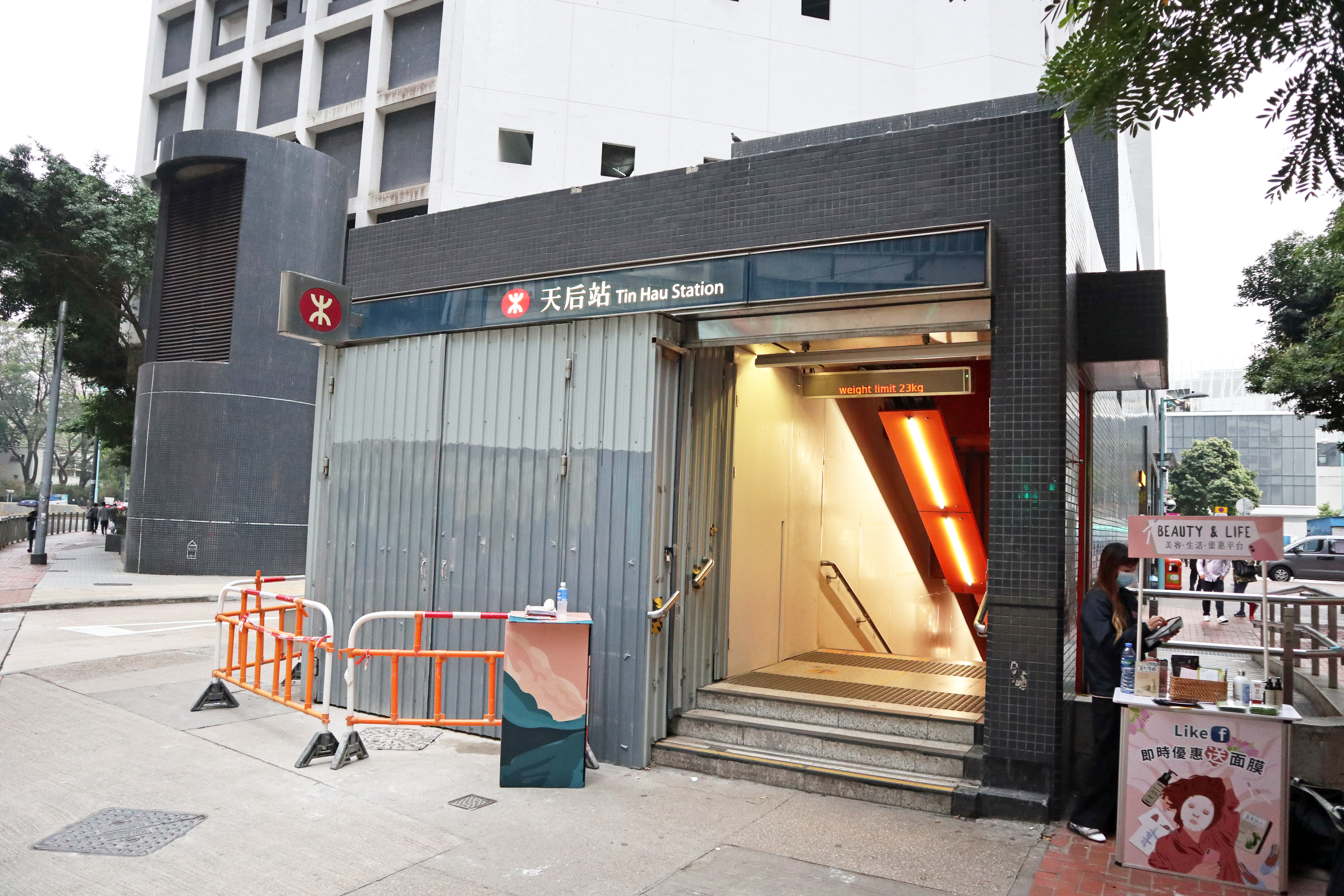
天后駅英皇道A1出口
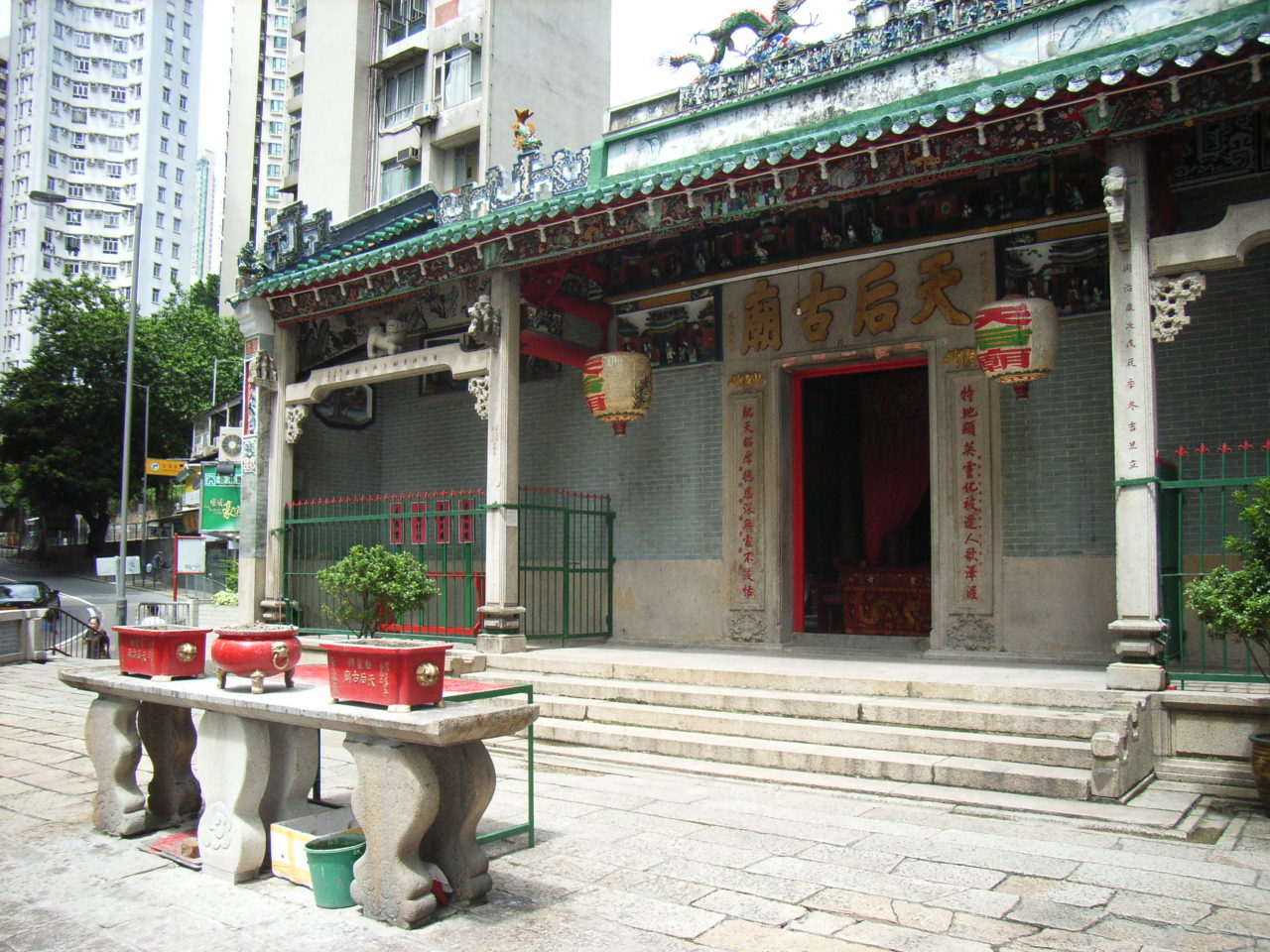
銅鑼湾天后廟
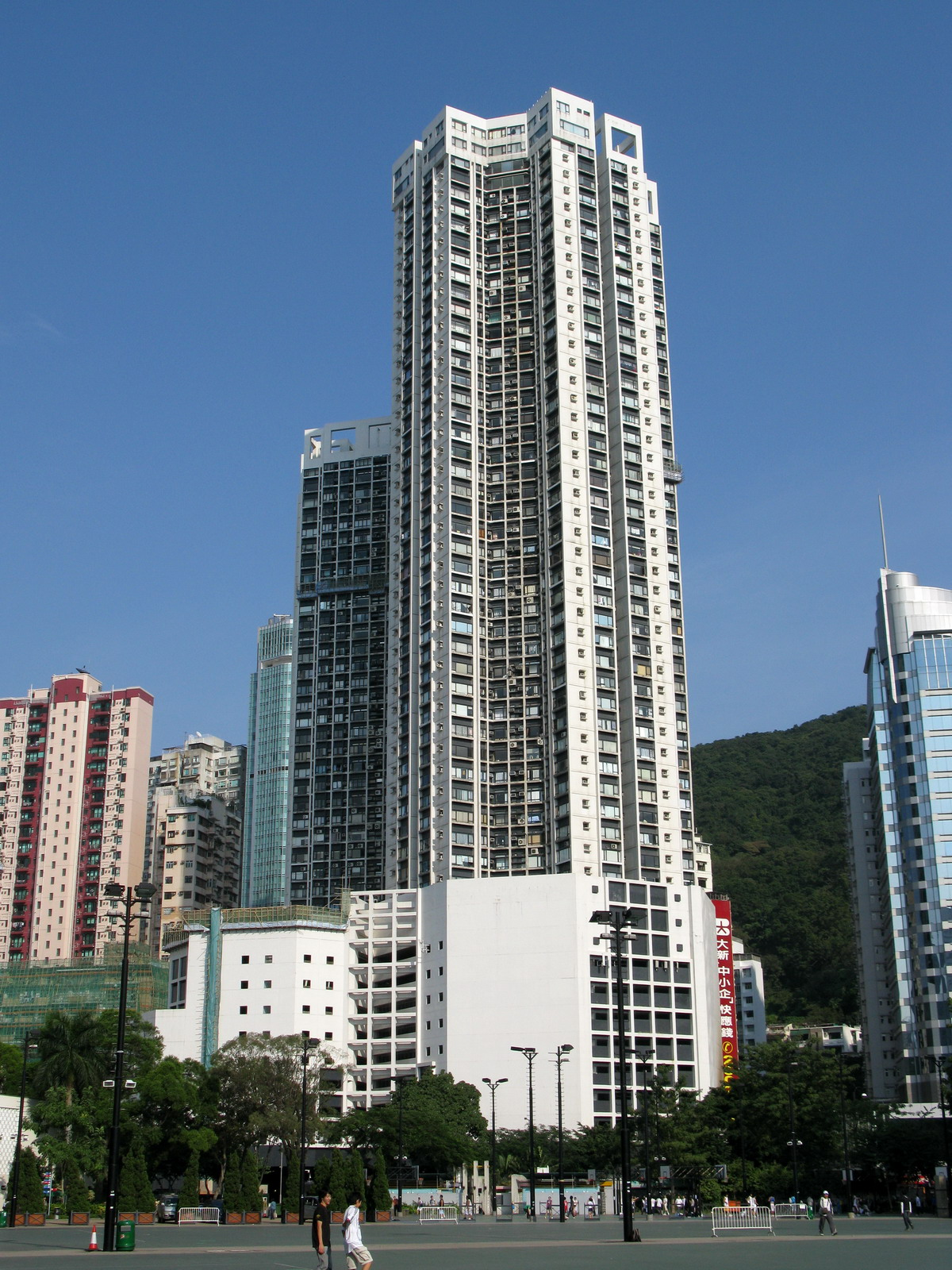
栢景台
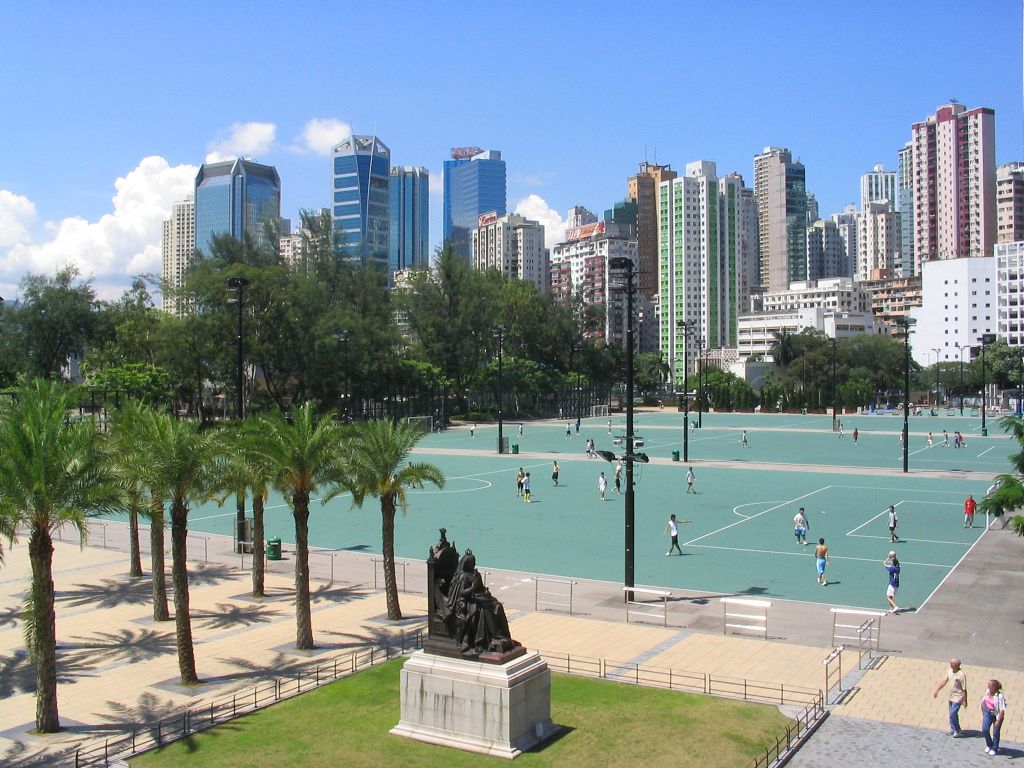
維多利亜公園
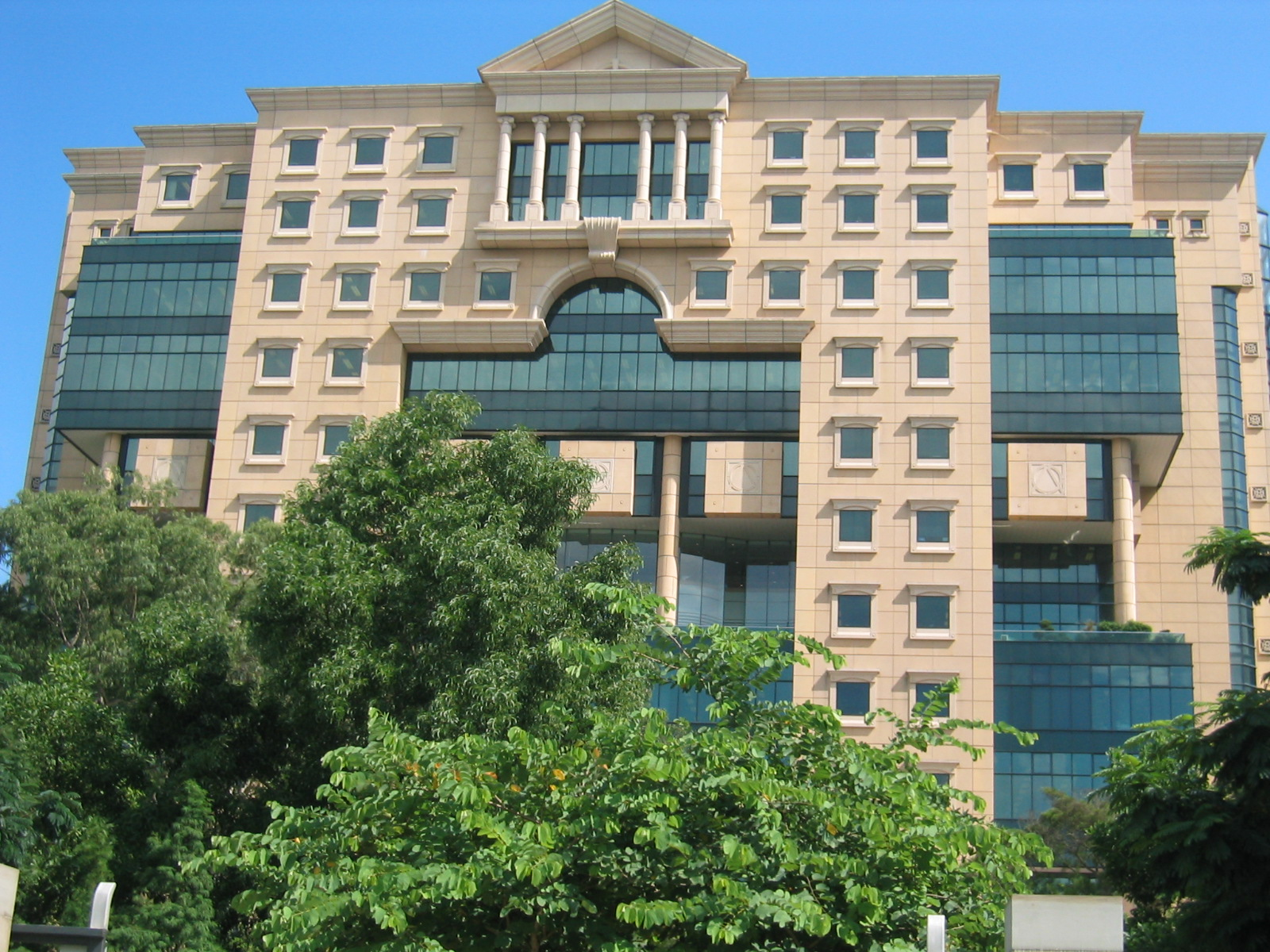
香港中央図書館
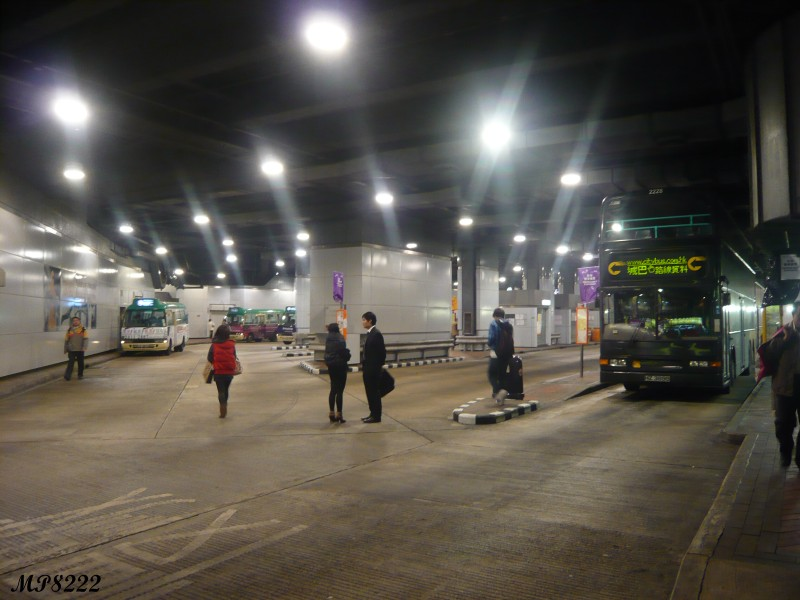
天后駅公共運輸交匯処

## 接続交通一覧

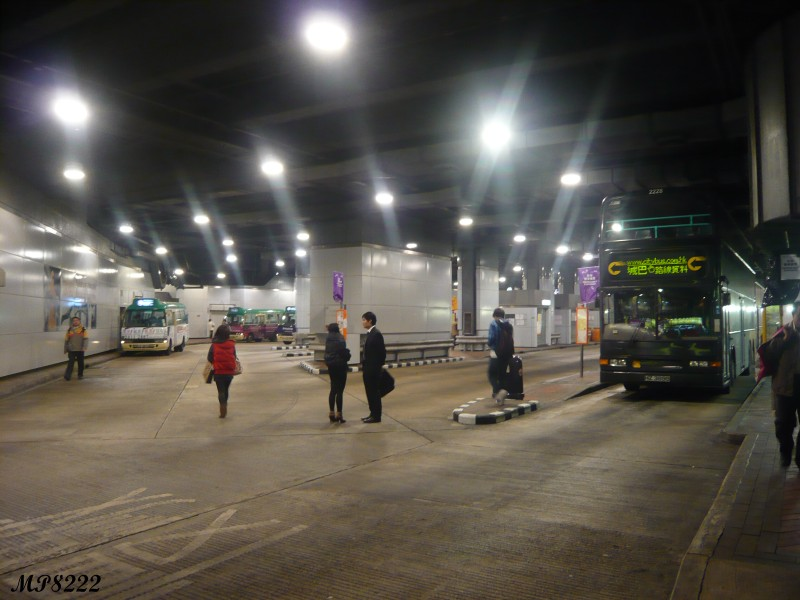
天后駅公共運輸交匯処

鉄道
- 電車

バス
專線ミニバス
Template:港島專線ミニバス列表

## 歴史
- 1985年5月31日 - 開業。

## 駅周辺
- 維多利亜公園

## 隣の駅
香港鉄路
■港島線
銅鑼湾駅 - 天后駅 - 炮台山駅